# Jaromír (pražský biskup)
Jaromír zvaný též Gebhart (kolem 1040 – 26. června 1090, Ostřihom) byl pražský biskup (1067–1090) z rodu Přemyslovců, čtvrtý syn knížete Břetislava I. a Jitky.

## Život
Od mládí byl Jaromír určen na duchovní dráhu a jako nástupce pražského biskupa Šebíře, ke kněžskému povolání ale nejevil mnoho chuti, miloval spíš hony a válku. Vzdělával se v cizině, po smrti knížete Spytihněva se vrátil a byl bratry přemluven, aby se dal vysvětit za jáhna. Jeho povolání se mu však brzy znechutilo a uprchl do Polska.
Po smrti biskupa Šebíře (1067) byl svými bratry Konrádem a Otou povolán zpět a předveden před knížete Vratislava se žádostí, aby mu udělil slíbené biskupství. Vratislav se obával, že by Jaromír získal příliš velkou moc a nechtěl vyhovět. Již roku 1063 zřídil biskupství v Olomouci a tím omezil moc pražského biskupa a nyní chtěl, aby se pražským biskupem stal jeho kaplan Lenc. Narazil však na odpor svých bratrů i některých českých pánů a ustoupil. Jaromír přijal 30. června 1068 v Mohuči od Jindřicha IV. investituru a 6. července byl mohučským arcibiskupem Sigbertem posvěcen na kněze, od toho dne začal používat kněžské jméno Gebhart. Vratislav poté odpověděl založením vyšehradské kapituly, která byla podřízena přímo papeži.
Nepřátelství mezi Vratislavem a Jaromírem pokračovalo a postupně se do něj zapletli i Říše a papež. Jaromír se především snažil o zrušení olomouckého biskupství a obnovení jediné diecéze. Když v roce 1070 vypukl mezi ním a olomouckým biskupem majetkový spor, se kterým se oba obrátili na papeže Alexandra II., vznětlivý Jaromír nečekal na rozhodnutí, roku 1071 odjel na Moravu a nechal biskupa Jana tělesně týrat a osobně ho bičoval. Poté nechal zmrzačit posla, jehož biskup Jan vyslal do Říma s žalobou na Jaromíra.
Alexandr II. vyslal do Čech legáta a Vratislav svolal soud, ke kterému se však Jaromír nedostavil. Když mu legát zakázal vykonávat biskupský úřad, odebral se do ciziny. Nový papež Řehoř VII. se sice s Jaromírem smířil, ale spory se táhly dál až do roku 1075, kdy Řehoř VII. na zvláštní synodě rozhodl, aby byly sporné statky rovným dílem rozděleny mezi oba biskupy. Císař Jindřich IV. měl k Jaromírovi takovou důvěru, že ho 11. června 1077 jmenoval svým nejvyšším kancléřem, a spory pak dočasně utichly. Když roku 1085 na sněmu v Mohuči nasadil Jindřich IV. Vratislavovi královskou korunu, potvrdil též na Jaromírovu žádost starou základní listinu pražského biskupství a Morava tak byla opět spojena s Čechami pod jediným biskupem.
Již roku 1088 ale rozhodl Vratislav o obnovení olomouckého biskupství. Jaromír odjel protestovat do Říma, zemřel však cestou v Uhrách, kde se zastavil u svého přítele, krále Ladislava I.
Jaromír byl podle Kosmova svědectví ješitný a prchlivý člověk, měl sklony k okázalé štědrosti, věnoval se péči o chudé, jemu samotnému se však příčil asketický způsob života. Jaromír měl prý v oblibě kanadské žerty. V Kosmově Kronice české se píše: "...dne 30. června v pondělí dal mu prsten a pastýřskou berlu a první neděli potom, dne 6. července, byl Jaromír se změněným jménem Gebhart vysvěcen od arcibiskupa mohučského na biskupa. Téhož dne se přeplavili přes Rýn, a když po obědě Vilém, jeden z jeho bojovníků, seděl na břehu, maje nohy spuštěny do řeky, přiblížil se k němu zezadu nový biskup a nemaje tušení, jak je tam hluboko, sestrčil ho do vln Rýna se slovy: „Po druhé tě křtím, Viléme“. Ten zůstav dlouho ponořen pod vodou, konečně se vynořil a hlavou kroutě a vodu polykaje řekl: „Tak-li křtíš, velmi blázníš, biskupe!“ A kdyby nebyl uměl ten muž tak dobře plavati, byl by býval jedním dnem biskupství nabyl i pozbyl biskup Gebhart."

## Hrob
Byl pohřben do biskupské krypty v katedrále sv. Víta za oltářem sv. Víta, fragmenty ostatků byly nalezeny při průzkumu roku 1928 a uloženy ve sbírkách Pražského hradu.

## Vývod z předků
| Oldřich zem. 9. listopadu 1034 | Oldřich zem. 9. listopadu 1034 |                                  |                                  | Božena? zem. po 1052 | Božena? zem. po 1052 |  |  | Jindřich Nordgavský zem. 18. září 1017 | Jindřich Nordgavský zem. 18. září 1017 |                                        |                                        | Gerberga (z Grabfeldu)? zem. po 1036 | Gerberga (z Grabfeldu)? zem. po 1036 |
|                                |                                |                                  |                                  |                      |                      |  |  |                                        |                                        |                                        |                                        |                                      |                                      |
|                                |                                |                                  |                                  |                      |                      |  |  |                                        |                                        |                                        |                                        |                                      |                                      |
|                                |                                | Břetislav I. zem. 10. ledna 1055 | Břetislav I. zem. 10. ledna 1055 |                      |                      |  |  |                                        |                                        | Jitka ze Svinibrodu zem. 2. srpna 1058 | Jitka ze Svinibrodu zem. 2. srpna 1058 |                                      |                                      |
|                                |                                |                                  |                                  |                      |                      |  |  |                                        |                                        |                                        |                                        |                                      |                                      |
|                                |                                |                                  |                                  |                      |                      |  |  |                                        |                                        |                                        |                                        |                                      |                                      |
|                                |                                |                                  |                                  |                      |                      |  |  |                                        |                                        |                                        |                                        |                                      |                                      |

|  |  | Jaromír/Gebhart nar. kolem 1040 zem. 26. června 1090 |